# 聖克萊爾縣 (密蘇里州)
聖克萊爾县（英語：St. Clair County）是美國密蘇里州西部的一個縣。面積1,818平方公里。根據美國2000年人口普查，共有人口9,652人。縣治奧西歐拉 (Osceola)。
成立於1841年1月29日。縣名紀念美國獨立戰爭時期將領、俄亥俄準州州長阿瑟·聖克萊爾 (Arthur St. Clair)。